# La Chapelle (église)
La Chapelle une église chrétienne évangélique baptiste multisite basée à Montréal, Québec, au Canada. Elle est affiliée à la Convention nationale baptiste canadienne. Son pasteur principal est David Pothier.  

## Histoire
L'église est fondée en 2013 par le pasteur David Pothier , , .  En 2014, elle compterait 750 personnes. En 2018, l’église avait 5 services et 1 500 personnes. En 2024, elle avait ouvert 3 campus dans différentes villes du Québec .

## Croyances
L’Église est membre de la Convention nationale baptiste canadienne, membre de l’Alliance baptiste mondiale .

## Revenus
En 2017, La Chapelle a déclaré un revenu total de 2 130 948 $. Trois quarts de cette somme proviendraient de dons pour lesquels l’Église a remis un reçu pour crédit d’impôt.

## Programmes sociaux
805 431 $ ont été réservés dans son budget de l'année 2017 à des activités de bienfaisance.
L’Église a fondé l'organisme "J'aime ma ville", qui offre entre autres une banque alimentaire, un programme de parrainage pour les nouveaux arrivants et des semaines d'implication dans la communauté, et continue de le soutenir.
Pendant la pandémie de Covid-19, l’Église offre des séances de gymnastique en ligne dans une volonté de rester en contact avec ses fidèles toute la semaine, et pas seulement le dimanche.

## Arts
L'Église La Chapelle est impliquée dans les arts, notamment avec l’offre de spectacles de Pâques et de Noël.
La Chapelle a fondé le groupe la Chapelle Musique.